# Мияларе, Анри
Матиас Жозеф Фердинан Жюль Анри Мияларе (фр. Mathias Joseph Ferdinand Jules Henri Mialaret; 2 августа 1855 года, Мезьер, Арденны — 25 февраля 1916 года, XVI округ Парижа) — французский яхтсмен, дважды серебряный призёр летних Олимпийских игр 1900 года.

## Биография
Анри Мияларе родился 2 августа 1855 года в Мезьере в Арденнах. Происходил из семьи металлургов. Его отец Шарль был мэром коммуны и членом совета департамента. Сам Анри работал инженером на предприятии «Крепёжные изделия Боньи-Бро» (фр. Boulonneries de Bogny-Braux), также известной как «Большой Бутик» (фр. Grosse Boutique) — крупнейшей фабрике в Арденнах и одной из крупнейших в Европе. Был женат на кузине президента совета округа Мезьер, члена совета департамента Арденны и будущего сенатора Альбера Жерара, с которым вскоре стал партнёрами. Они одними из первых начали развивать туристический потенциал бретонского Требёрдена. Ещё в 1896 году Мияларе приобрёл там домик, к которому позже, вдохновившись собором в Трегье, пристроил башенки и галерею, назвав постройку «замком Кер-Нелли» (фр. château de Ker Nelly). Также Мияларе был яхтсменом. На Олимпиаде 1900 с Жаком Дусе, Оюгстом Године и рулевым Леоном Сюссе был членом экипажа лодки последнего Favorite, на которой принял участие в двух гонках среди лодок водоизмещением от 2 до 3 тонн в парусном спорте. Пришёл в обоих гонках вторым, выиграв две серебряных медали. После смерти основателей «Большого Бутика» Жан-Реми Маре, Жерара де Нузона и Александра Жозефа управление в 1914 году перешло к другим трём людям: сыну Жозефа, Альберу Жерару, который был племянником Маре, и Мияларе, который управлял фабрикой менее пяти лет, скончавшись 25 февраля 1916 года в Париже.